# Arts et traditions populaires
Les arts et traditions populaires recouvrent deux domaines distincts:
- d'une part en occident des objets de la vie quotidienne, utilisés par les classes populaires et fabriqués artisanalement
- d'autre part des productions d'objets de certains groupes ethniques non occidentaux.

L'art populaire est parfois valorisé (pour la simplicité de ses créations) mais il est aussi parfois déprécié pour son absence de style.
D'après l'anthropologue Marcel Mauss, « est populaire tout ce qui n'est pas officiel. »

## Musées

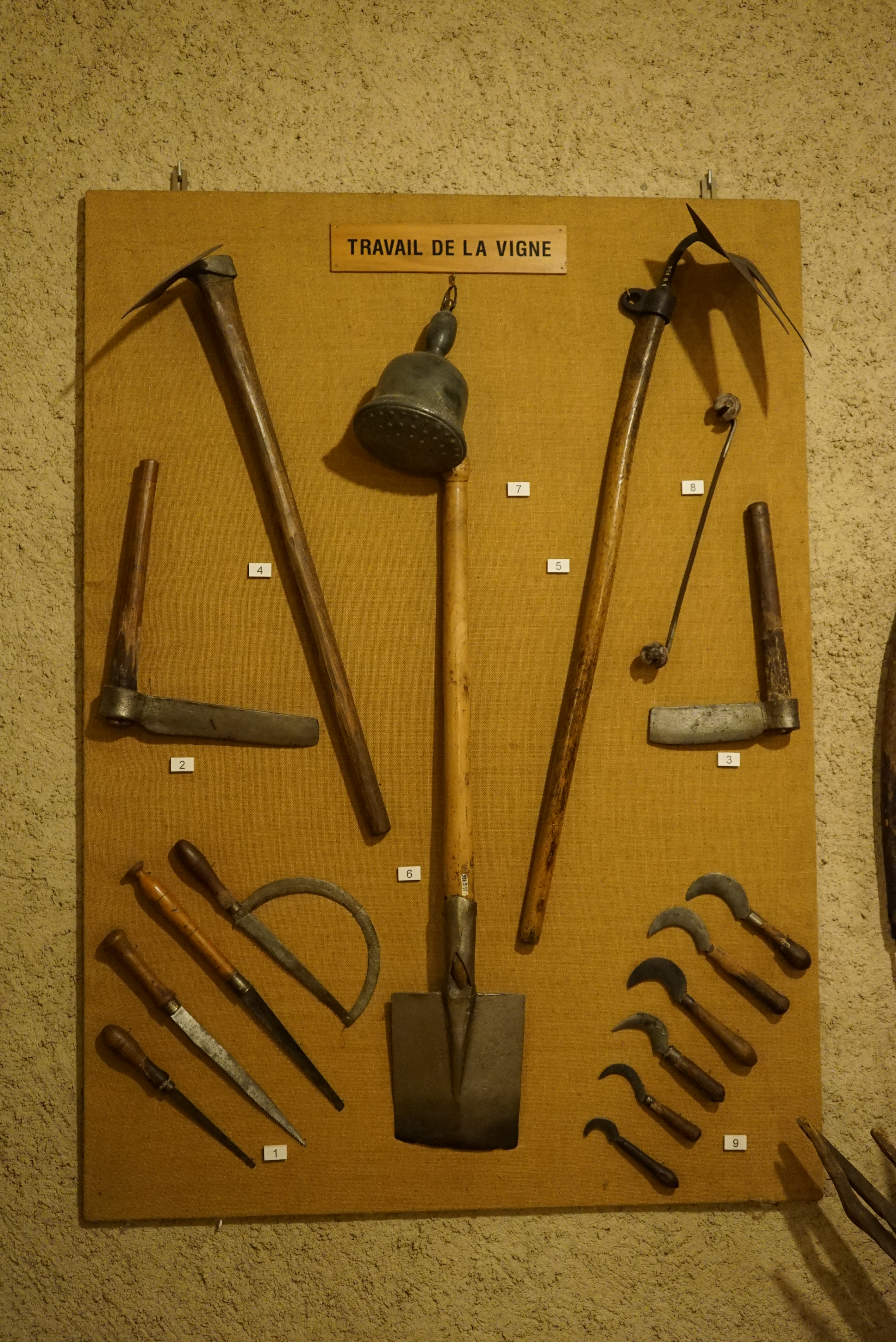
Objets présentés dans un musée d'arts et traditions populaires en France, à Toul.

Les arts et traditions populaires sont représentés dans certains musées dédiés:
- des musées nationaux en particulier en France, en Italie ou en Algérie,
- et des musées régionaux présents dans de nombreuses régions.

Ces musées s'efforcent de rassembler les objets utilisés dans la vie quotidienne et de décrire les coutumes du passé.

## Revue
Arts et traditions populaires est une revue trimestrielle de la Société d'ethnologie française, publiée avec le concours du Centre national de la recherche scientifique, et rebaptisée Ethnologie française depuis 1971.